# Saint-Gervais-les-Trois-Clochers
Saint-Gervais-les-Trois-Clochers är en kommun i departementet Vienne i regionen Nouvelle-Aquitaine i västra Frankrike. Kommunen ligger i kantonen Saint-Gervais-les-Trois-Clochers som tillhör arrondissementet Châtellerault. År 2022 hade Saint-Gervais-les-Trois-Clochers 1 318 invånare.

## Befolkningsutveckling
Antalet invånare i kommunen Saint-Gervais-les-Trois-Clochers
| Referens: INSEE |